# 笑福亭枝鶴 (3代目)
3代目 笑福亭 枝鶴（しょうふくてい しかく、1894年 - 1946年5月13日）は、上方噺家。本名: 山中瀧之助。

## 来歴
元は天狗連出身。初め桂文人（3代目桂文枝門下）の弟子となり文輔を名乗る。師の没後、1914年頃に初代桂花丸（後の初代桂花團治）門下で花三郎となり、1915年頃に師の花團治への改名を機に2代目花丸となる。活動は端席や旅興行が多く寄席にはほとんど出ていたなかった。人柄が腕が優れたことなどの理由で7代目翁家さん馬（8代目桂文治）に可愛がら一時1917年頃にさん馬の門下になり翁家さん勝、1927年頃に旅興行の際、花丸という芸名が天狗連の名前のようだということで、旅先だけのつもりで桂花柳を名乗るが、そのまま名乗り続けることとなる。
漫才の人気に押され上方落語が低迷していた時期には、初代桂春輔とのコンビで軽口を披露していた。1943年12月に3代目笑福亭枝鶴を襲名。亭号を変えたのは、吉本興業を離れていた5代目笑福亭松鶴の復帰に合わせて落語家に戻ることになったものの、復帰時にはすでに弟弟子の桂花次が2代目花團治を襲名しており、「花柳」のままでは2代目の弟子のように思われることから、5代目松鶴の前名である「枝鶴」を襲名したという事情による。5代目松鶴の「楽語荘」同人となり、2代目桂米之助（後の4代目桂米團治）とともに、将来を嘱望された。
1946年5月13日に急死し、死因は大阪市東成区今里4丁目の自宅近くの飲食店で摂取した酒によるメチルアルコール中毒だったと死去2日後の新聞には記載された。新聞記事によると51歳没。3代目桂米朝が5代目松鶴から聞いたところによると、当日は5代目松鶴とその子息（のちの6代目笑福亭松鶴）それに4代目米團治で会食していたが、枝鶴だけが飯を食べなかったため、メチルアルコールが胃に残って体に毒が回り、死に至ったという。

## 芸風
3代目桂米朝は「小味で線の細い芸風の技巧的な高座」で、「昔の小さい寄席なんかでは『うまいなあ』とうならせる人やったね」と評している。
十八番は『立ち切れ線香』、『三枚起請』、4代目桂米團治の作の『代書』を好んで演じていた。新作も物にし、『上方はなし』第46集には、4代目桂米團治の『代書』と共に、花柳の『豆炭』が掲載されている。また声色も得意とした。
川柳作家としても知られ、岸本水府主宰の「番傘川柳社」にも参加し、「浮かされた値札に金魚甘んじて」「十年をようとや後で飲む話」「性格を午前一時が支配する」などの句がある。